# Hyporhagus leechi
Hyporhagus leechi är en skalbaggsart som beskrevs av Freude 1955. Hyporhagus leechi ingår i släktet Hyporhagus och familjen barkbaggar. Inga underarter finns listade i Catalogue of Life.